# Phantia pinax
Phantia pinax är en insektsart som först beskrevs av Ronald Gordon Fennah 1958.  Phantia pinax ingår i släktet Phantia och familjen Flatidae. Inga underarter finns listade i Catalogue of Life.